# Piatra Varului
Piatra Varului este un monument al naturii situat în județul Alba, în Munții Trascăului, nu departe de localitatea Meteș. Declarat în 1999, aceasta se compune dintr-un bloc calcaros înalt de 48 m. Suprafața ariei protejate este de 0,2 ha..